# Noëlle Revaz
Noëlle Revaz (* 1968 in Vernayaz, Kanton Wallis) ist eine Schweizer Schriftstellerin.

## Leben
Noëlle Revaz studierte bis 1995 Latein und Französisch an der Universität Lausanne.
Ihr erster Roman Rapport aux bêtes, erschienen 2002, wurde mit einem Preis der Schweizerischen Schillerstiftung ausgezeichnet, in mehrere Sprachen übersetzt und für das Theater adaptiert. Roger Willemsen schrieb darüber: «Ich erinnere mich aus den letzten Jahren an kein überzeugenderes Debüt, und mich hat lange kein Buch ähnlich verfolgt.» Im Jahr 2009 wurde der auf dem Roman basierende Film Cœur Animal mit dem Schweizer Filmpreis ausgezeichnet.
Ihr zweiter Roman, Efina, erschien 2009. Im Jahr 2014 kam ihr dritter Roman L’infini livre heraus, der den Schweizer Literaturpreis erhielt.
Revaz schreibt ausserdem Erzählungen, Theaterstücke, Hörspiele und Kinderbücher. 2022 wurde ihr der Gottfried-Keller-Preis verliehen.

## Werke (Auswahl)

### Romane
- Rapport aux bêtes. Gallimard, Paris 2002, ISBN 2-07-076399-4.
  - dt. Von wegen den Tieren. Aus dem Französischen von Andreas Münzner. Urs Engeler Editor, Basel 2004 (neu erschienen im Wallstein Verlag, Göttingen 2018, ISBN 978-3-8353-3243-0).
- Efina. Gallimard, Paris 2009, ISBN 978-2-07012643-9.
  - dt. Efina. Aus dem Französischen von Andreas Münzner. Wallstein Verlag, Göttingen 2019, ISBN 978-3-8353-3560-8.
- L’infini livre. Éditions Zoé, Genf 2014, ISBN 978-2-88182-925-3.
  - dt. Das unendliche Buch. Aus dem Französischen von Ralf Pannowitsch. Wallstein Verlag, Göttingen 2017, ISBN 978-3-8353-1870-0.

### Theater
- Quand Mamie. Zoé, Genf 2011, ISBN 978-2-88182-694-8.
- On a volé l’Épée de la Régalie. 2008.

### Film
- Cœur Animal, 2009.